# Vidal Sassoon
Vidal Sassoon (Hammersmith, London, 1928. január 17. – Los Angeles, Kalifornia, 2012. május 9.) angol fodrász és üzletember volt. Leginkább az ún. bob cut hajstílus újra népszerűsítése fűződik a nevéhez; a hajstílust olyan sztárok viselték, mint Mary Quant, Mia Farrow, Goldie Hawn, Cameron Diaz, Nastassja Kinski és Helen Mirren.
Az 1970-es évek elején megnyitotta az első fodrászatláncot. Hajápolási termékek is megjelentek a neve alatt.
2012-ben beválogatták a brit kulturális ikonok közé, akik szerepeltek a Peter Blake által készített Sgt. Pepper’s Lonely Hearts Club Band albumborítón.

## Élete
Hammersmithben született zsidó szülők gyermekeként, és a közeli Shepherd's Bush-ban élt. Anyja, Betty (1900-1997)  Aldgate-ben született. Habár nagy szegénységben élt, Sassoon azt írta, hogy anyja mindent megtett, hogy a legjobbat hozza ki az életből. Anyja családja Ukrajnából menekült Angliába. Apja, Jack Thesszalonikiben született. Jack és Betty 1925-ben ismerkedtek meg, és 1927-ben házasodtak össze. Sassoon testvére Ivor volt, aki 46 éves korában elhunyt szívroham következtében.
Amikor Vidal három éves volt, apja elhagyta a családot. Anyja nem tudta tovább tartani a családot, így elszegényedtek és hajléktalanok lettek. Ezt követően kénytelenek voltak anyja nővérével élni.
Sassoon és a testvére egy árvaházba kerültek, ahol hét évig éltek egészen addig, amíg Sassoon 11 éves nem lett. Anyja ekkor újból megházasodott.
Sassoon az Essendine Road Primary School nevű keresztény iskolába járt, ahol a gyerekek gyakran csúfolták zsidó mivolta miatt. Az iskolában rosszul teljesített, rossz jegyeket szerzett a legtöbb tantárgyban. Elkezdett kórista fiúként tevékenykedni a helyi zsinagógában, így láthatta az anyját, aki szombatonként a zsinagógába járt.
14 éves korában elhagyta az iskolát, és hírvivőként kezdett dolgozni. Anyja azt mondta Sassoon-nak, hogy az a vágya, hogy fia profi fodrász legyen. Azonban focista lett belőle. Szülei végül beiratták őt az ismert stylist, Adolph Cohen iskolájába, ahol csalódás érte őket, ugyanis Cohen elmondta nekik, hogy két éves programról lenne szó, és többe fog kerülni, mint gondolták. Pár perccel később Cohen visszahívta őket a szalonba, és így szólt Sassoon-hoz: "Nagyon jól viselkedsz, fiatalember. Hétfőn kezdesz, és felejtsd el az árat." Anyja örömében elkezdett sikoltozni.
Raymond Bessone tanonca volt. Sassoon 1954-ben nyitotta meg első szalonját Londonban. Georgia Brown színésznő-énekesnő, aki Sassoon barátja és szomszédja volt, számított az első ügyfelének.

## Magánélete
1956-ban házasodott össze Elaine Wood-dal, aki a szalon recepciósa volt. 1958-ban elváltak. 1967-ben házasodott össze Beverly Adams színésznővel. Három gyerekük és egy örökbefogadott fiuk volt. Lányuk, Catya (1968–2002) színésznő szívrohamban hunyt el. Gyerekeik: lan BenVidal (1970. január 17.) David és Eden Sassoon. Egyes források szerint Oley Sassone videoklip-rendező is a fiuk,  de ez valószínűleg tévedés.[forrás?] Sassoon és Adams 13 évnyi házasság után váltak el. Harmadik felesége Jeanette Hartford-Davis modell volt; 1983-ban házasodtak össze és nem sokkal később elváltak. 1992-ben házasodott össze, Rhonda "Ronnie" Sassoon divattervezővel.

## Halála
2011 júniusában bejelentették, hogy Sassoon-t két évvel korábban leukémiával diagnosztizálták. 2012. május 9.-én hunyt el Bel Air-i (Kalifornia) otthonában. Halála okának először természetes körülményeket jelöltek meg, később bejelentették, hogy leukémiában hunyt el. Családja jelenlétében hunyt el. A Los Angeles-i rendőrség szóvivője, Kevin Maiberger elmondta, hogy amikor a rendőrség megérkezett az otthonába, Sassoon már halott volt. Megemlékezését későbbi időpontra tolták.

## Önéletírása magyarul
- Vidal. Az önéletrajz; ford. Bakonyi Berta; Alexandra, Pécs, 2016